# أليخاندرو كاب
أليخاندرو كاب (بالإنجليزية: Alex Kapp)‏ هو لاعب كرة قدم أمريكي، ولد في 18 أكتوبر 1994 في كوينز في الولايات المتحدة. لعب مع بيتسبورغ ريفرهوندز.

## وصلات خارجية
- أليخاندرو كاب على موقع الدوري الأمريكي (الإنجليزية)
- أليخاندرو كاب على موقع قاعدة بيانات كرة القدم.إي يو (الإنجليزية)
- أليخاندرو كاب على موقع Soccerway.com (الإنجليزية)